# Achtheres pimelodi
Achtheres pimelodi är en kräftdjursart som beskrevs av Henrik Nikolai Krøyer 1863. Achtheres pimelodi ingår i släktet Achtheres och familjen Lernaeopodidae. Inga underarter finns listade i Catalogue of Life.